# Explosive Car Tuning 3
Explosive Car Tuning 3 is het derde album uit de collectie van Explosive Car Tuning. Het album bevat hardstyle en jump.

## Nummers
1. DJ Marcky & Philip Opdebeeck - Explosive Intro (0:24)
2. Dark System - Combo Drum (2:08)
3. Lobotomy Inc* - Panik (1:21)
4. The Ultimate Seduction - The Ultimate Seduction 2004 (3:17)
5. Derb - D.F.C. (2:19)
6. Jack & The Ripper - Whores In Da House (2:02)
7. Flood Protection - J.I.P. (2:55)
8. Binum - Chapter One (2:42)
9. Alexander Skip - Armanus (2:14)
10. Bad Boyz - Shake Thiz (2:35)
11. Franky SL Vs Brian NRG - Cocaine Detroys (2:55)
12. Zairon - I'm Techno (3:43)
13. Safri Duo - All The People In The World (2:58)
14. Base Attack - Nobody Listen To Techno (3:05)
15. Mr. Joy - Keep On Movin' (1:35)
16. Gang From L.A. - What Do You See (2:24)
17. Synoptik - Rhesus AB+ (2:55)
18. Deepack - The Prophecy (2:42)
19. Thomas Rubin - Cold Night (5:39)
20. Cave - Carnival (2:01)
21. DJ Marcky - Explosive Anthem (3:35)
22. Mike Heart - Sexmachine (2:28)
23. Stagediver - To My Beat (0:57)
24. DJ Zany - Sky High (1:46)
25. DJ Furax Vs Redshark* - I Love Orgus (2:48)
26. Ado & Montorsi - Like A Bass (2:58)
27. Paranoid - Zick Zack Melody (2:41)
28. DJ Furax - Hard 69 (1:28)
29. Gepetto - Pinnochio (3:10)
30. Technoboy - War Machine (2:57)